# Zack Granite
Pour les articles homonymes, voir Granite (homonymie).
 (juillet 2017).
Zachary Thomas Granite (né le 17 septembre 1992 à Staten Island, New York, États-Unis) est un joueur de champ extérieur des Twins du Minnesota de la Ligue majeure de baseball.

## Carrière
Joueur des Pirates de l'université Seton Hall, Zack Granite est réclamé au 14e tour de sélection par les Twins du Minnesota lors du repêchage amateur de 2013. 
Il fait ses débuts dans le baseball majeur avec les Twins du Minnesota le 8 juillet 2017.